# Jorge Pimentel

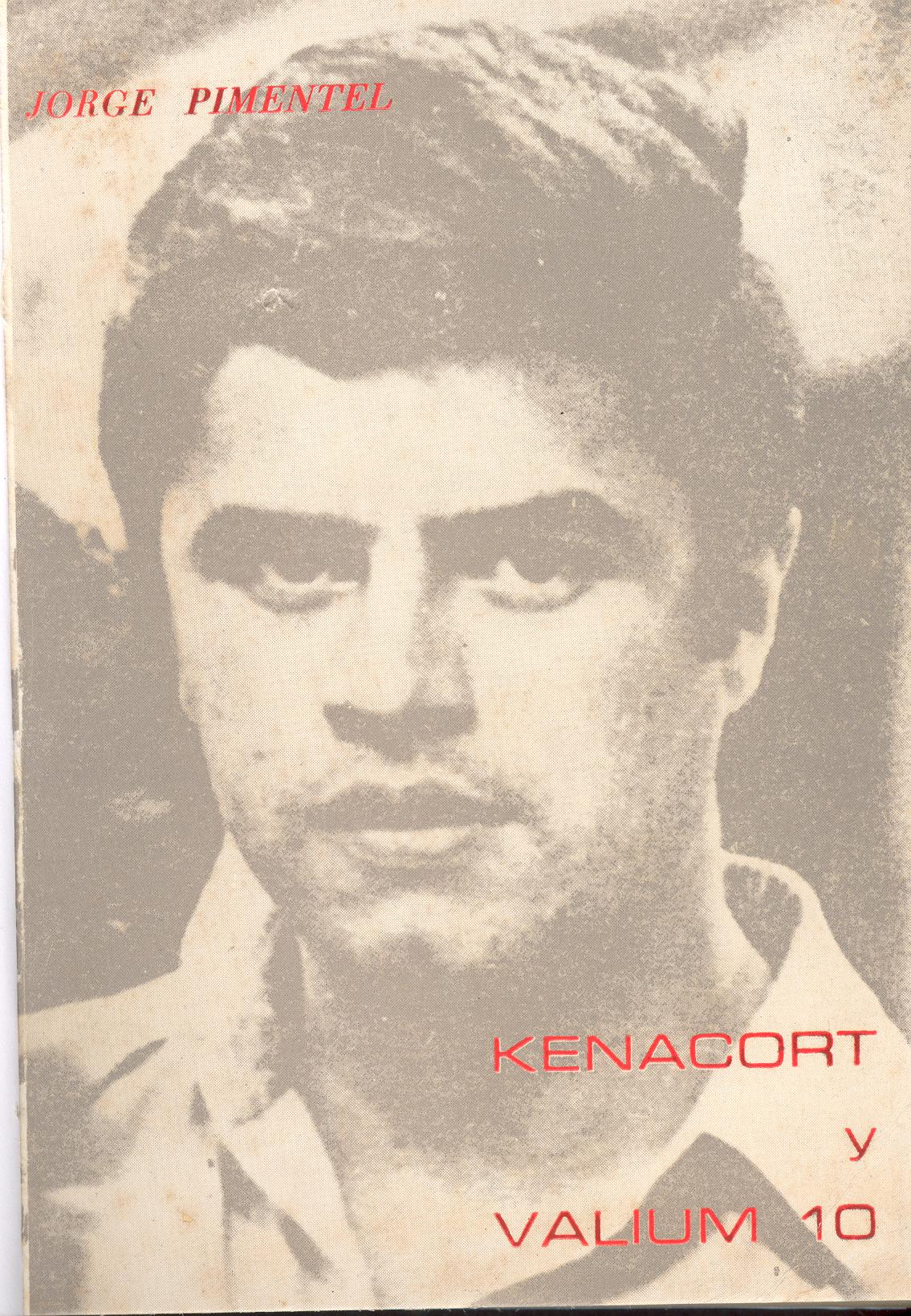
Portada de Kenakort y Valium 10, 1970.

Jorge Pimentel Vásquez (Lima, 11 de diciembre de 1944), poeta peruano, fundador del movimiento Hora Zero junto a Juan Ramírez Ruiz en 1970, además de ser uno de sus principales teóricos y líderes.

## Biografía
Nació en Lima el 11 de diciembre de 1944. Es el mayor de dos hijos del matrimonio de Enrique Pimentel Otero y Victoria Vásquez Cubas. Vivió su infancia en el distrito de Jesús María (Lima). Estudió en el colegio italiano Antonio Raimondi, y luego en la Universidad Nacional Federico Villarreal. En 1972 contrajo matrimonio con la bibliotecóloga Pilar Prieto Celi, con quien tiene dos hijos, Sebastián (cineasta, filósofo y crítico de cine) y Jerónimo Pimentel Prieto (periodista y poeta). Ha publicado seis libros de poesía. También se ha dedicado al periodismo, como editor y cronista en diversos medios de prensa escrita (Visión Peruana, Página Libre, La República, La Crónica, Cambio).
En 1965 ingresa a la Universidad Nacional Federico Villarreal de Lima, para seguir estudios de letras y literatura. En enero de 1970 escribe, con Juan Ramírez Ruiz —a quien conoció en la misma universidad— el manifiesto Palabras Urgentes. Junto con poemas de Pimentel, Ramírez Ruiz, Mario Luna, Julio Polar, Jorge Nájar, y José Carlos Rodríguez, Palabras Urgentes figuraba en el primer número de la revista Hora Zero, publicación que marca el nacimiento del movimiento. Pimentel publicó su primer libro, Kenacort y Valium 10 —que también fue el primer libro publicado por un miembro del movimiento—, en diciembre de 1970, y Hora Zero creció acompañado de una gran repercusión de la prensa. El movimiento ganó muchos adeptos y filiales en provincias (Pucallpa, Iquitos, Chiclayo, Chimbote, Huancayo, Callao), alentando el surgimiento de poetas en todo el Perú en un gesto de rompimiento con el estrecho y conservador círculo literario de la capital (Lima).
Pimentel también es conocido por retar a un duelo poético a Antonio Cisneros —representante de la poesía culta de la generación del sesenta— ya que este se había manifestado despectivamente sobre Hora Zero. El duelo literario se hizo efectivo en un recital que contó con la presencia de Chabuca Granda y José Miguel Oviedo, entre otros intelectuales y artistas de la época. Pimentel terminó su participación con una sorpresa: acordó con un amigo (el escritor e historietista horazeriano Alberto Colán) para que este dispare con una pistola de fogueo y actuó como si le hubieran herido mortalmente, en un acto teatralizado de su recital. Luego del duelo con Cisneros, en octubre de 1972 viaja a España, donde vive por cerca de dos años. Allí publica, en 1973, Ave Soul, con una carta-epílogo del poeta español Félix Grande. Ave Soul fue un libro consagratorio que incluye Balada para un Caballo, poema que convirtió a su autor en un clásico de la literatura peruana. 

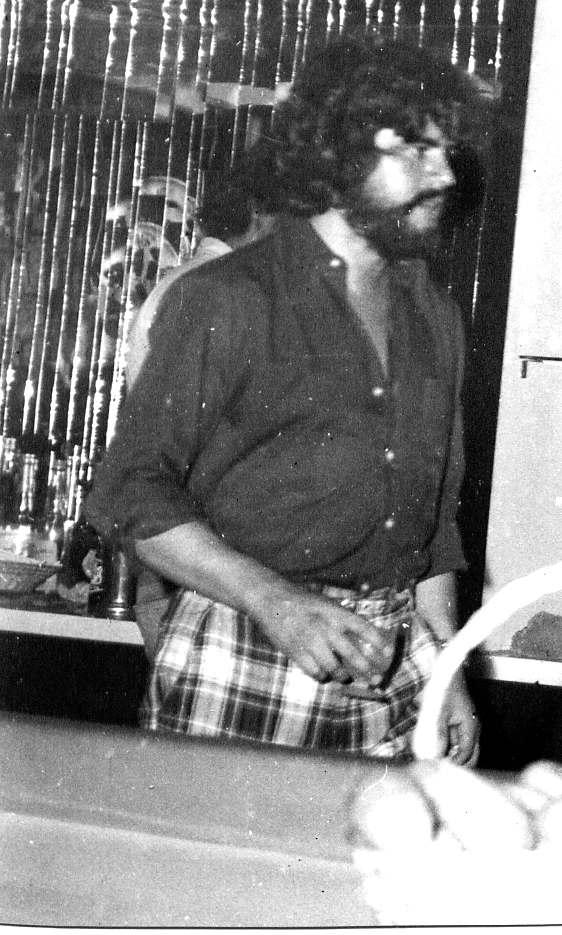
Jorge Pimentel a mediados de los setenta en la Tragoteca del bar de los poetas de Hora Zero, Hotel La Casona, Jr. Moquegua, Lima.

Pimentel regresa a Lima en 1974, después de una estancia de dos años en España, con el propósito de seguir liderando Hora Zero. Durante este tiempo, Ramírez Ruiz había preferido apartarse, y para 1973 el movimiento se había disuelto. Sin embargo, otra figura clave para la historia de Hora Zero, Tulio Mora, regresa de Europa en 1976. A su vuelta a Lima, Mora afianza su amistad con Pimentel y al año siguiente (1977) ambos deciden relanzar Hora Zero. El mismo año, Mora publica su primer poemario, Mitología. Otro aporte decisivo para este relanzamiento fue el manifiesto Contragolpe al Viento, para el que se cuenta con la colaboración fundamental de Enrique Verástegui, desde Menorca, (España).
En 1978, Mora viaja a México y estrecha lazos con los infrarrealistas (Infrarrealismo), agrupación que el mexicano Mario Santiago Papasquiaro y el chileno Roberto Bolaño fundaron bajo una declarada admiración por Hora Zero y sus poetas. En París, por su parte, Verástegui y José Carlos Rodríguez llegan a publicar, junto con poetas belgas, griegos, argelinos, mexicanos, los franceses Tristán Cabral y André Laude, el manifiesto Message D'Ailleurs (1978), lo que da medida del influjo internacional de Hora Zero (el alcalde de París Jacques Chirac llegó a reaccionar llamándolos "revolucionarios de café").
Durante la segunda mitad de los setenta y la primera de los ochenta, Pimentel y Hora Zero continuaron sus quehaceres con sus llamados "actos contundentes": marchas, pronunciamientos, recitales masivos en pueblos jóvenes, playas de estacionamiento, universidades y provincias del país, eventos que solían realizarse en el marco de fiestas populares. 
En 1983 Pimentel publica Palomino (libro), poemario que tiene como telón de fondo un bar abandonado en un pueblo ferroviario (San Fernando Bajo, Chosica, Perú), escrito con un tono intimista, concentrado y desgarrado. El libro incluía como colofón el texto Confesión Aparte, de corte ensayístico, y estuvo acompañado de un portafolio de fotografías del mítico Carlos "Chino" Domínguez.

## Poesía integral
Junto con Juan Ramírez Ruiz, Jorge Pimentel también creó la teoría de la Poesía Integral. Ya se comentan algunas ideas de esta nueva manera de concebir la poesía en las primeras entrevistas a ambos, luego de la salida de la revista fundacional del movimiento Hora Zero. Sin embargo, la teoría recién se enarbolará, explícitamente, en el primer libro de poemas de un integrante de Hora Zero: Kenacort y Valium 10 (1970) de Pimentel. 
En el manifiesto titulado "Nosotros tenemos la razón", incluido en "Kenacort...", se nombra y define por primera vez a la poesía integral en los acápites "Poesía de la calle" y "Una poesía integral" (p. 17). Este es un manifiesto firmado por "Movimiento Hora Zero", pero se pueden reconocer las declaraciones de Pimentel y Ramírez Ruiz a los medios de la época, declaraciones que fueron tomadas por ambos poetas para estas definiciones de la poesía integral. Además de esta definición de la nueva estética que propugnaban, donde se remarca que la poesía debe ser un acto revolucionario, y que la poesía debe ser una especie de género literario absoluto ("La poesía es todo. Todos los elementos de la vida participan en la poesía. Nos interesa la problemática del individuo y de la masa... la poesía no se debe limitar, cumple muchas funciones: educativa, psicológica, antropológica, histórica, sociológica, tiene mucho de ensayo, de filosofía."), es fundamental notar que a partir del capítulo V del libro, titulado "Material para ser tomado en cuenta (y ciertas cosas de sumo interés) 1968-1969 (Poemas integrales)", Pimentel enarbola la nueva estética, pero sobre todo la plasma a través de diez poemas con un estilo que combina técnicas narrativas, conversacionales, teatrales, cinematográficas, ensayísticas, y un montaje de aliento épico que deja sentir los ritmos, la violencia y los personajes de la ciudad. 
"Kenacort y Valium 10" es, entonces, el libro fundacional de la ruptura estética y de la formulación tanto teórica como práctica de la "poesía integral". De hecho, su influencia es notoria en todos los libros horazeristas que saldrían posteriormente, que incluye a "Un par de vueltas por la realidad" (1971) de Ramírez Ruiz y "Los extramuros del mundo" (1971) de Enrique Verástegui.

## Últimos poemarios
Luego de nueve años, en 1992, con un ensayo introductorio del poeta Pablo Guevara, sale a la luz Tromba de agosto, un libro rabioso, más dramático y experimental que los anteriores, que reflejó los años de mayor violencia interna en Perú (años ochenta), y que, a pesar de todo, recibió críticas elogiosas y un culto cada vez más extendido. Dice Roberto Bolaño:

"En Tromba de Agosto Pimentel parte de Vallejo (en Ave Soul el punto de partida era la cultura) y llega a una zona oscura en donde intuimos se agitan bultos que son seres humanos. Esos seres humanos en Ave Soul hablaban, explicaban sus historias de folletín, a veces incluso danzaban. En Tromba de Agosto simplemente están allí, como figuras de un mural gigantesco, y lo único que nos comunican es el horror."

Primera muchacha (1997) es un largo poema en prosa escrito sin signos de puntuación, un poema que sintetizaba —de acuerdo a Tulio Mora, quien se encarga de prologarlo— la propuesta del poema integral horazeriano. Sobre Primera Muchacha el crítico Ricardo González Vigil señaló en el diario El Comercio que:

"El vitalismo, el tono sublevante, el ritmo envolvente y el aliento vanguardista, característicos de la obra poética de Pimentel, alcanzan un clímax artístico de altísimo nivel, de lo mejor que se haya publicado en la poesía peruana en lo que va de este decenio"

Finalmente, luego de diez años publica En el Hocico de la Niebla (2007), libro de poemas breves que retoman, de otra manera, el ritmo pausado, ansioso y desgarrado de Palomino, aunque con otro tema y un lenguaje más hermético. La digna supervivencia del poeta en una realidad ominosa, su búsqueda de creencia, de amor, de contacto con la vida y la tierra, siguen siendo las constantes que persisten en su poesía, solo que ahora se añade el tema de la memoria y el tiempo. En el Hocico de la Niebla concitó, quizás en mayor medida que en otras oportunidades, comentarios elogiosos y una generosa cobertura de la prensa escrita. 
Junto con César Vallejo y Carlos Germán Belli, Pimentel es uno de los tres poetas peruanos seleccionados en la Antología de la Poesía Hispanoamericana realizada por José María Gómez Luque (Ed.Alba, Madrid, 1998). Poemas suyos también aparecen en múltiples antologías nacionales y extranjeras, como las de Alberto Escobar, Gonzáles Vigil, la titulada Muchachos Desnudos bajo el Arcoíris de Fuego, de Roberto Bolaño (Ed. Extemporáneos, México D. F., 1979) o La Mitad del Cuerpo Sonríe, Antología de la Poesía Peruana Contemporánea, de Víctor Manuel Mendiola (México D.F., 2005)

## Obras
- Kenacort y Valium 10 (Lima, Ediciones del Movimiento Hora Zero, 1970)
- Ave Soul (Carta Epílogo de Félix Grande. Madrid, Colección El Rinoceronte, 1973. Segunda edición: Prólogo de Roberto Bolaño. Lima, Doble Príncipe, 2008))
- Palomino (libro) (Lima, Carta Socialista Editores, 1983)
- Tromba de agosto (Prólogo de Pablo Guevara. Lima, Lluvia Editores, 1992)
- Primera muchacha (Prólogo de Tulio Mora. Lima, Ediciones Art Lautrec, 1997)
- Tromba de agosto (versión abreviada) (Lima, Fondo Editorial Cultura Peruana, 2006)
- En el hocico de la niebla (Prólogo de Sebastián Pimentel. Lima, Ediciones El Nocedal, 2007)
- Tromba de agosto (Segunda edición. Prólogo de Marcela Valencia Tsuchiya y Alejandro Sánchez Aizcorbe. Ediciones Hora Zero, Lima. Instituto de Escritores Latinoamericanos. Hostos Community College/CUNY, New York, 2012)
- Tromba de agosto (Segunda edición aumentada. Versión definitiva del autor. Incluye nuevos poemas, prólogo de Victor Ruiz Velazco, y estudios de Pablo Guevara, Marcela Valencia/Alejandro Sánchez Aizcorbe, y Victor Vich. Lima, Lustra, 2012)
- Necesito ser mundo (Lima, Lustra, 2020)
- Jardín de uñas (Lima, Fondo de Cultura Económica, 2024)